# Capeta do Vilarinho
O Capeta do Vilarinho é um personagem lendário da cidade de Belo Horizonte, no Brasil. Embora tenha tido origem em uma estratégia de marketing engendrada por Francisco Filizzola, dono das quadras do Vilarinho, onde o evento principal da lenda teria tido lugar, o personagem efetivamente transitou para o folclore da cidade, sendo hoje parte integrante das tradições da região.

## História
A lenda tem origem na Avenida Vilarinho, uma das principais avenidas da região de Venda Nova, em Belo Horizonte, lugar de muitos forrós, gafieiras e bailes de todo tipo.
O conjunto de quadras, onde os bailes do Vilarinho têm lugar, foi inaugurado em outubro de 1982, passando a acolher bailes populares desde janeiro de 1983, quando Francisco Filizzola, proprietário das quadras, começou a ser procurado por donos de equipes de som com o objetivo de atrair jovens para o local.
Segundo a lenda, durante um concurso de dança numa dessas quadras, sendo o rei o célebre dançarino Ricardo Malta, um homem desconhecido e de chapéu decidiu participar. No final do concurso, apenas restaram Malta e o forasteiro, que acabou ganhando o campeonato. Ao tirar o chapéu para comemorar a vitória, ficaram a descoberto os dois chifres que estavam em sua cabeça, sendo o local tomado pelo alvoroço geral, em meio do qual o desconhecido fugiu e desapareceu.
Noutra versão da lenda, num desses bailes, Alex, um rapaz da periferia da cidade, cuja única diversão eram os bailes de fim de semana nas quadras da Avenida Vilarinho, teria resolvido fazer uma brincadeira, disfarçando-se de "Tony Manero", conhecida personagem de John Travolta em Os embalos de sábado à noite que, também ele, só via razão da sua existência quando estava na pista de dança. No baile, com seu disfarce, Alex ter-se-ia aproximado de uma bela moça, chamando-a para dançar. Alex era um excelente dançarino, dominando vários estilos diferentes, e o par dançou por longo tempo. A moça ter-se-ia encantado por ele, acompanhando-o na dança, até que o chapéu do rapaz caiu ao chão, colocando à vista os chifres na sua cabeça. Alex estaria usando uma máscara de borracha, mas com a toda a gritaria e comoção geral causada pela moça entre os frequentadores do baile, qualquer explicação se tornou inútil. Na correria que se seguiu, houve até quem afirmasse ter visto as patas de bode do capeta em fuga.
Ao longo do tempo, a lenda seria aumentada pelo dito popular, que lhe acrescentaria a descrição do capeta de Vilarinho como um homem loiro e de olhos azuis, com uma incrível habilidade de sedução, e a capacidade de dançar com maestria todos os ritmos musicais. Outros pormenores seriam ainda acrescentados, como que o Capeta se teria escapulido entrando num banheiro masculino no exterior, do qual se evaporou com um rugido, fumaça e cheiro de enxofre, antes que os homens que seguiam em sua perseguição conseguissem arrombar a porta. Numa das versões, a moça teria recebido a visita do Capeta, engravidando, e nunca mais tornando a ser vista.
O ocorrido ficou conhecido nos inícios da década de 1990 como "o Capeta de Vilarinho", espalhando-se rapidamente no bairro, e alcançando as rádios e TVs de toda a cidade. Repórteres foram enviados ao local para tentar cobrir uma nova aparição do Capeta, mas ele não apareceu mais. Mesmo assim, ficou para história da cidade mais essa lenda, do Capeta do Vilarinho. Uma rádio de Belo Horizonte compôs um funk em homenagem ao suposto capeta. O refrão do funk, da autoria do humorista e radialista mineiro Pascoal, repetia:
só quero dançar…
só mais um pouquinho
só quero dançar…
só quero dançar…
lá no vilarinho!

## Estratégia de marketing
Segundo Francisco Filizzola, dono da quadra do Vilarinho, onde o alegado incidente teria ocorrido, o "mistério" que ronda os bailes da Quadra desde o final da década de 1980 foi de fato uma estratégia de marketing muito bem planejada e sucedida.  Segundo Filizzola, "Por volta de 1989 estávamos passando por dificuldades financeiras, precisávamos de uma história que nos daria mídia espontânea. Criamos então o capeta da Vilarinho, ligamos para um jornalista e deu certo, depois que o boato se espalhou, vários jornais e rádios nos procuraram".
A ideia de usar o "capeta" para gerar “mídia espontânea” para o local surgiu em plena “crise temporária de liquidez”. Para concretizar seu plano, Filizzola contou com a colaboração do ronda Barão. Foram contactadas a polícia e uma emissora de rádio, que imediatamente colocou a notícia no ar. A estratégia foi bem sucedida, sendo o espaço das quadras do Vilarinho hoje conhecido pelo futebol, pelo baile funk e pelo capeta.

## Legado
O folclórico quadrinista de rua Lacarmélio escreveu sobre o Capeta do Vilarinho em uma das edições de sua revista Celton. Na bem-humorada versão de Celton, Alex (este é o nome do Capeta do Vilarinho) volta a Belo Horizonte acompanhado do assistente Caveirinha em busca de seu filho, e termina por conquistar a amizade do povo, que antes queria vê-lo morto, ao jogar dinheiro do alto do Viaduto Santa Tereza.